# Оббариус, Дмитрий Иванович
Дмитрий Иванович Оббариус (16 января 1910, Ходорков, Киевская губерния — 10 ноября 1982, Львов) — советский тренер по лёгкой атлетике, преподаватель в области физической культуры и спорта. Создатель так называемой «Лесной школы» во Львове, личный тренер таких известных спортсменов как Юрий Кутенко, Валерий Брумель, Игорь Тер-Ованесян. Кандидат педагогических наук (1955). Заслуженный тренер СССР (1960).

## Биография
Родился в 1910 году в селе Ходорков (ныне — Попельнянский район Житомирской области).
Как спортсмен в 1928—1935 годах выступал за сборную команду Украинской ССР по лёгкой атлетике, специализировался на спринтерском беге.
В 1930—1934 годах учился в Государственном институте физической культуры Украины в Харькове, в 1940 году окончил аспирантуру Государственного центрального ордена Ленина института физической культуры имени И. В. Сталина в Москве.
После Великой Отечественной войны с июня 1945 года по октябрь 1948 года занимал должность заведующего кафедрой физического воспитания и спорта в Львовском государственном университете имени Ивана Франко, затем вплоть до выхода на пенсию в 1976 году заведовал кафедрой лёгкой атлетики в Львовском государственном институте физической культуры. Автор множества методических пособий и научных работ по лёгкой атлетике: «Ускоренный метод подготовки к сдаче норм ГТО в лёгкой атлетике» (1935), «Методика обучения толканию ядра» (1936) «Метание гранаты с колена в боевых условиях» (1941), «Легкоатлетическая подготовка футболиста» (1950), «Преимущества старта в беге ноги, выставленной вперед» (1951), «Эффективность использования наклонной беговой дорожки в тренировке бегуна на короткие дистанции» (1951), «Организация и методика проведения занятий по лёгкой атлетике в низовом коллективе физической культуры» (1952), «Лёгкая атлетика» (1956, 1959) и др. Кандидат педагогических наук (1955), доцент (1957).
В течение многих лет занимал должность старшего тренера сборной Львова по лёгкой атлетике, в 1950—1960-е годы тренировал многоборцев в сборной СССР. Организовал так называемую «Лесную школу», известную большими объёмами тренировочной работы — вместо привычного стадиона Оббариус часто выводил своих учеников тренироваться на природу, спортсмены много бегали по лесным тропам, использовали для тренировочного процесса ветки деревьев, камни и прочие элементы окружающей среды. Среди его воспитанников такие титулованные легкоатлеты как Юрий Кутенко, Валерий Брумель, Игорь Тер-Ованесян, Михаил Стороженко и др. За выдающиеся достижения на тренерском поприще в 1960 году удостоен почётного звания «Заслуженный тренер СССР».
Умер в 1990-х годах.

## Награды
- Медаль «За трудовое отличие» (16.09.1960) — за успешные выступления в XVII летних и VIII зимних Олимпийских играх 1960 года, а также за выдающиеся спортивные достижения[3]